# ナスグブ
ナスブ又はナスグブ（英・タガログ：Nasugbu）は、フィリピン共和国カラバルソン地方バタンガス州の西部にある海沿いの地方都市である。人口は2015年時点で134,113名であった。

## 歴史
スペイン占領期には、ナスブは貿易のための港湾都市として発展していた。また、沖合にあるフォーチュンアイランドと呼ばれる小島では、アジア地域で初めての、欧州国家間での軍事衝突が起きている。

## 地名の由来
ナスブの地名の由来は当地を最初に訪れたスペイン軍の隊員の勘違いに始まるとされる。自軍の司令官よりバタンガス西部へ観光に行くことを許可されたスペイン軍の兵士の集団が当地を訪れた際、当地の女性に「¿Cómo se llama este pueblo?」（ここは何という場所か？）とスペイン語で尋ねた。しかし、質問を受けたこの女性は、スペイン語がわからず、手元にあった鍋の中の蒸飯について尋ねられたものと勘違いし「Nasubo na po iyan, eh, kaya ganyan」（米は炊く物であるから、このようになっているのだ。）とタガログ語で応じたという。これを聞いたスペイン人兵士は、当地を「Nasubo」（ナスボ）という地名だと勘違いしたことにより、ナスブと呼ばれるようになったとされる。

## 産業
現在、ナスブにはフィリピン有数の製糖会社の拠点がある。また、近郊のカイラブネ、マタブンカイとともに海岸保養地として知られるておりスキューバダイビングなどのマリンスポーツやリゾート施設などでの観光業も盛んである。また、沖合にあるフォーチュンアイランドも観光地となっている。

## 脚註
1. ↑  Census of Population (2015). "Region IV-A (Calabarzon)". Total Population by Province, City, Municipality and Barangay. PSA. Retrieved 20 June 2016.
2. 1 2 3 4  History（バタンガス州政府　ホームページ）　2017年11月3日確認
3. 1 2 3 4  Nasugbu, Batangas Town Profile – Geography, Population Rate, Income Class Information, Etymology of the Town’s Name（WOWBATANGAS）
4. ↑  小学館『デジタル大辞泉』「ナスブ」の項目より（コトバンク（朝日新聞））2018年1月21日確認
5. ↑  フォーチューン アイランド（4トラベル）2017年11月3日確認